# ابنوه (یمن)
 ابنوه  به عربی ( آبنوه )، روستایی است در دهستان المقاطر از توابع استان شبوه در کشور یمن در شبه جزیره عربستان.

## جمعیت
جمعیت آن ( ۱۲۱) نفر (۷ خانوار) می‌باشد.